# Diaethria phlogea
Diaethria phlogea is een vlinder uit de familie Nymphalidae. De wetenschappelijke naam van de soort is voor het eerst geldig gepubliceerd in 1868 door Osbert Salvin & Godman.